# Hillcrest (condado de Broome)
Hillcrest es una comunidad residencial ubicada en el condado de Broome en el estado estadounidense de Nueva York. Hillcrest cuenta con una población de 2,680 habitantes y se encuentra al lado de Port Dickinson y dentro del pueblo de Fenton.

## Geografía
Hillcrest se encuentra ubicada en las coordenadas 42°11′1″N 75°49′29″O / 42.18361, -75.82472.